# Charlotte Lake (Atnarko River)
Der Charlotte Lake ist ein See in der kanadischen Provinz British Columbia.

## Lage
Der 65,96 km² große See befindet sich auf dem Chilcotin Plateau am Ostrand der Coast Mountains auf einer Höhe von 1169 m. Der Charlotte Lake wird am westlichen Seeende vom Atnarko River entwässert. Am Nordufer befindet sich der Ort Charlotte Lake mit der Atnarko Lodge. Der See ist vom 13 km weiter östlich verlaufenden British Columbia Highway 20 über eine Nebenstraße erreichbar.
Der Charlotte Lake ist zwischen November und Mai eisbedeckt. Im See gibt es u. a. Regenbogenforellen.